# Deklaracja jałtańska w sprawie Polski

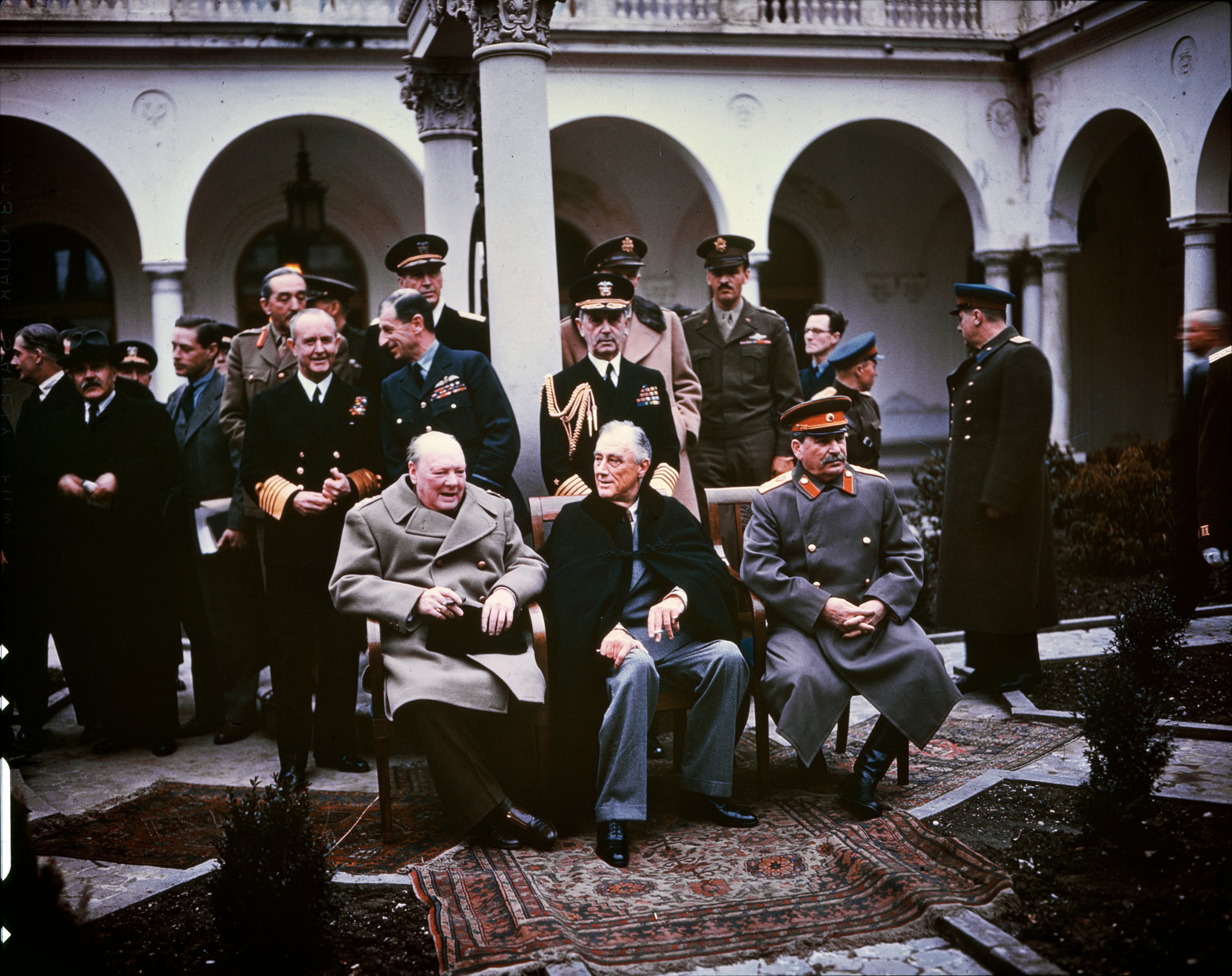
Winston Churchill, Franklin Delano Roosevelt i Józef Stalin podczas rozmów w Liwadii pod Jałtą

Deklaracja jałtańska w sprawie Polski – deklaracja przywódców tzw. wielkiej trójki dotycząca losów powojennej Polski mająca miejsce w czasie konferencji w Jałcie.  
W czasie konferencji w dniach od 4 do 11 lutego 1945 roku przywódcy tzw. wielkiej trójki: Winston Churchill, Franklin Delano Roosevelt i Józef Stalin podjęli decyzję o powojennym losie Polski. Polska miała być państwem niepodległym, silnym i demokratycznym. Ustalono też zasady utworzenia  takiego rządu, który uzyska poparcie trzech głównych mocarstw. W jego skład mieli wejść przywódcy z terenu kraju i z zagranicy. Powołana została też międzynarodowa komisja, której zadaniem miało być zreorganizowanie dotychczas działającego rządu tymczasowego. Powołany nowy Tymczasowy Rząd Jedności Narodowej zobowiązany został do przeprowadzenia wolnych wyborów opartych na głosowaniu powszechnym i tajnym, w których uczestniczyć mieli kandydaci ze wszystkich partii demokratycznych. Po powstaniu Tymczasowego Rządu Jedności Narodowej mocarstwa zobowiązały się nawiązać z nim stosunki dyplomatyczne i wymienić ambasadorów.
W deklaracji przywódcy mocarstw uznali również, że wschodnia granica Polski oparta zostanie na tzw. linii Curzona a na zachodzie i północy otrzyma znaczne przyrosty terytorialne kosztem Niemiec.  
Określenie Zdrada jałtańska używane było przez środowiska emigracyjne, niepodległościowe, a następnie prawicowe w odniesieniu do ustępstw zachodnich aliantów na rzecz ZSRR kosztem Polski dokonanych bez wiedzy Polaków na konferencji teherańskiej (zmiana granicy wschodniej – linia Curzona), jałtańskiej (radziecka strefa wpływów) i poczdamskiej (kompensacja zmiany granic).
Ustalenia konferencji teherańskiej zostały zatajone przed Rządem londyńskim. Sprawa wyszła po konferencji jałtańskiej i od niej wzięła nazwę.
Pojęcie jest rozciągane na podobne działania aliantów np. bierność sojuszników w 1939 roku (dziwna wojna) czy oddanie Czechosłowacji w 1938 roku (układ monachijski).